# Edmond Picard

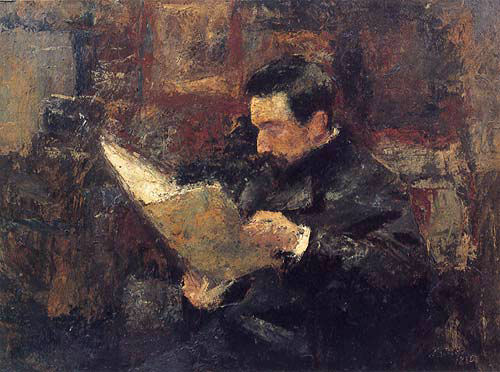
Portrait of Edmond Picard by Jan Troolop

Edmond Picard ( 15 decembrie, 1836,  Bruxelles – 19 februarie, 1924, Dåve (înm prezent Namur) a fost un jurist, scriitor și publicist belgian.

## Biografie
Edmond Picard a fost avocat la Curtea de Apel și la Curtea de Casație of Belgiei. A fost și șeful baroului belgian, professor de drept, scriitor și jurnalist. A făcut politică fiind senator din partea Partidului Socialist Belgian. A avut de asemenea o importantă activitate de mecenat în domeniul artelor.

## Legături externe
1. ↑  RKDartists, accesat în 7 iulie 2020
2. ↑  Autoritatea BnF, accesat în 10 octombrie 2015